# 2美元纸币

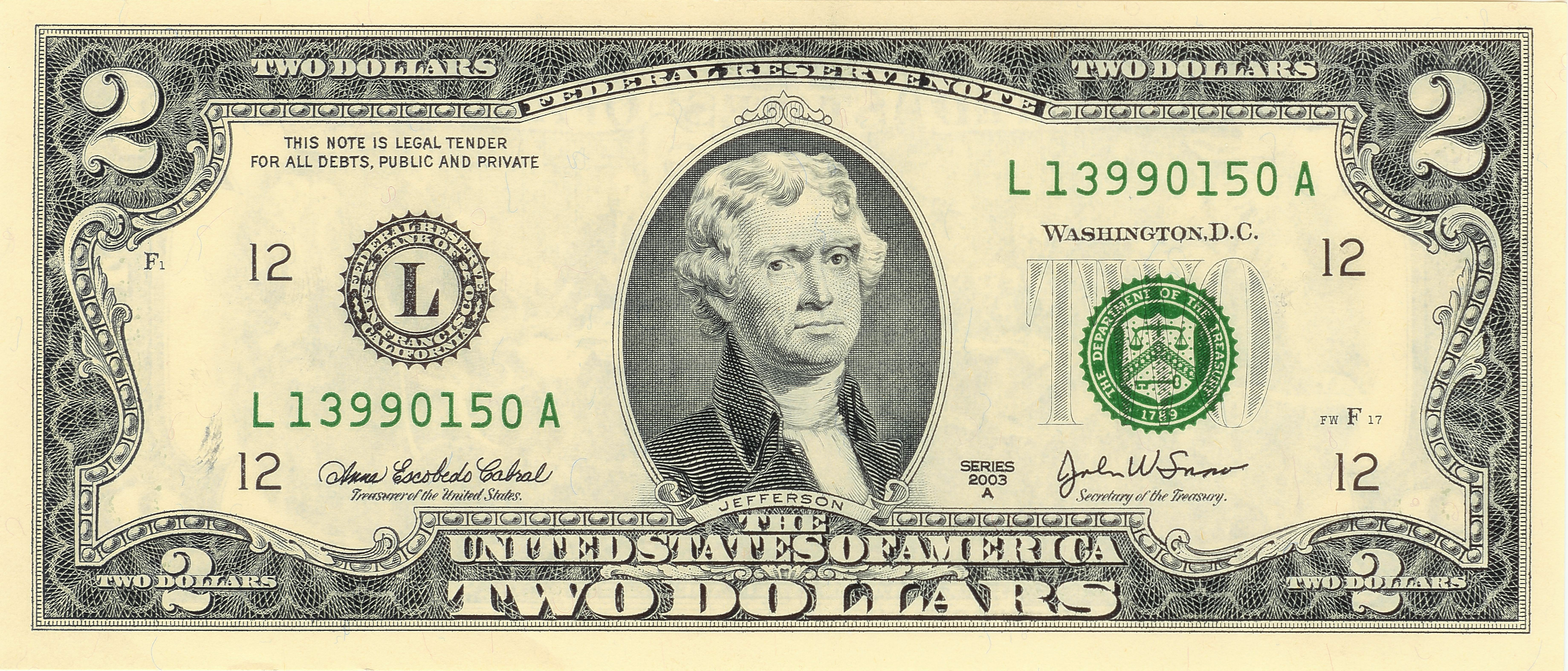
紙幣正面，1928年設計

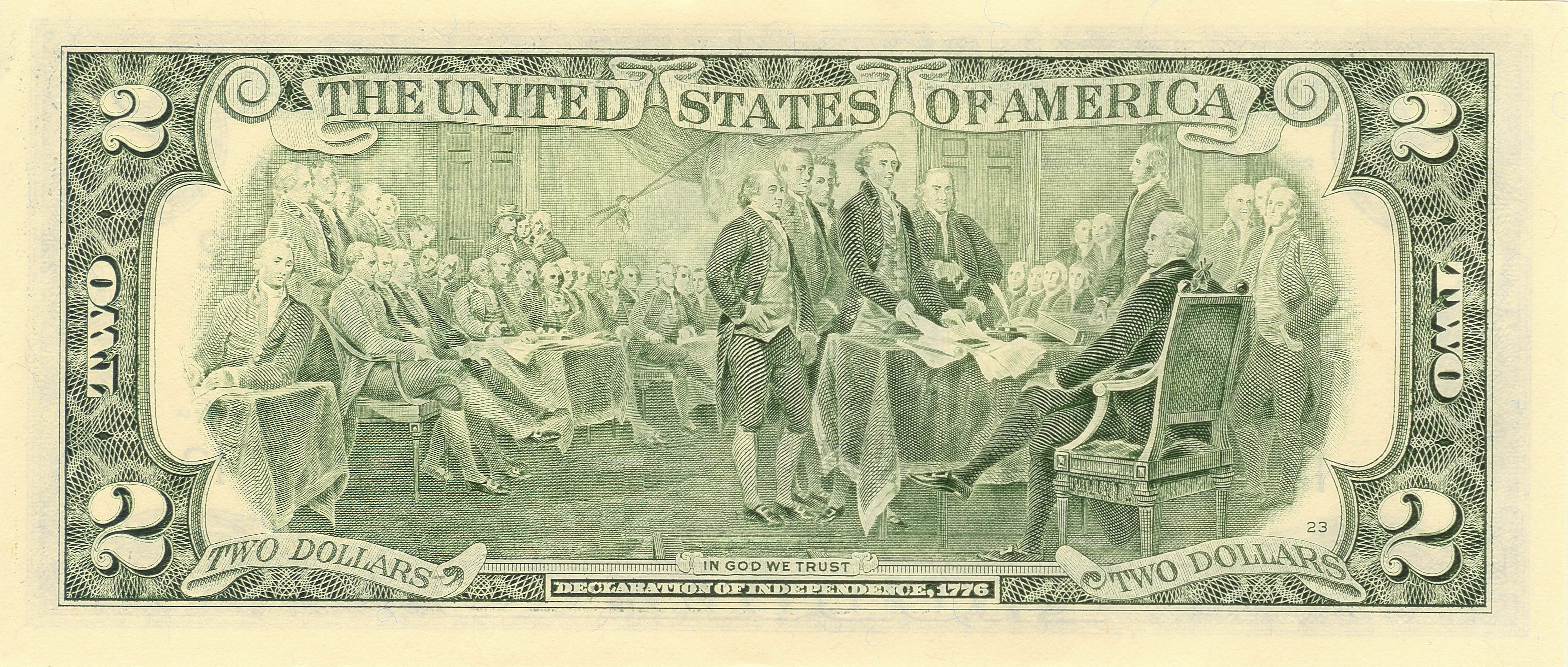
紙幣反面，1976年設計

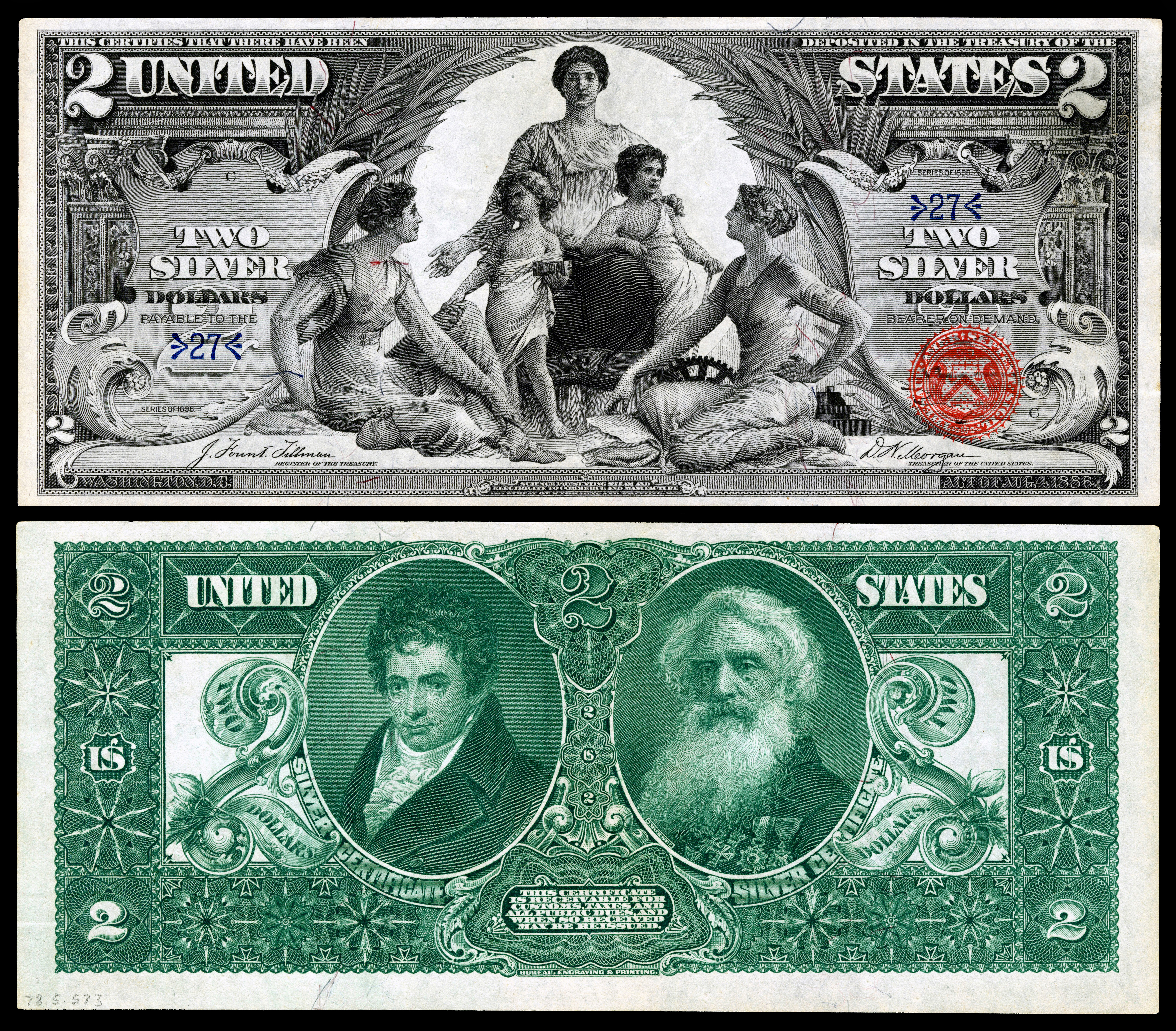
1896版

美國2美元紙幣（$2）是美國貨幣的種類之一，現主要作為聯邦儲備券。

## 面额概述
2美元紙幣高66.294毫米，闊155.956毫米，重約1克。其成份75%為棉，而餘下的25%為亞麻。正面的人像為美國總統湯瑪斯·傑佛遜，而背面則為约翰·特朗布尔的画作《獨立宣言》。2美元紙幣在1862年開始生產，至1966年停產，並在10年後，即1976年重新生產。2美元鈔票很少被使用，因此其發行量極低，僅有1%的美元鈔票為2美元。2美元鈔票是美國流通量最低的鈔票，流通的2美元鈔票只有590,720,000張，總值1,166,091,458美元。而因為2美元紙幣罕有，它成為了收藏家的收藏品之一。2美元紙幣在1929年前被視為大面額鈔票，因此其發行量比現代高。

## 歷史
两美元面额的纸币是於1862年3月由国会授权的。自此，两美元便流通於美國。到了1966年，两美元紙幣停产。其實，两美元纸币原本並非被設計為聯邦儲備券的，是因為後來美国财政部調查發現，2美元纸币的使用率不高，因此才決定停產。於1976年，2美元纸币恢复生产，正式成為聯邦儲備券，並被重新設計成現在的模樣：背面改為特朗布尔的画作《獨立宣言》。調查指出若政府以2美元纸币取代1美元纸币，那麼這樣就能為政府於5年間減少2600萬美元的生产、儲存和运输成本。

## 現況
在現代，2美元纸币並不會频繁地重新印发，全因其低流通度。而當政府发行两美元纸币時，其印刷量亦比其他面额往往少得多。雖然有一部份收银机能接受2美元纸币，但是因2美元纸币的出現並不頻繁，職員寧可將裝2美元纸币的間格放置硬幣或其他紙幣，也不會空置它。另外，雖然有部份自動販賣機和自助结帐系统接受2美元纸币，但它們也不會標示這台機器接受2美元纸币。 雖然2美元纸币不會任意发放，但有少量2美元纸币能於銀行內找到。而擁有2美元纸币的銀行除非顧客要求，他們是不會將2美元纸币遞給顧客的。

## 外部連結
- USAToday: "$2 bill increasing in use and shedding its 'play-money' image"（页面存档备份，存于） 2006-11-06.
- The Two Dollar Bill project teaches Americans about the history of the $2 bill"